# Dysphania malayanus
Dysphania malayanus là một loài bướm đêm trong họ Geometridae.